# 355
355（三百五十五、さんびゃくごじゅうご）は自然数、また整数において、354の次で356の前の数である。 

## 性質
- 355は合成数であり、約数は 1, 5, 71, 355 である。
  - 約数の和は432。
- 355 = 5 × 71
  - 3 + 5 + 5 = 5 + 7 + 1 より14番目のスミス数である。1つ前は346、次は378。
  - 112番目の半素数である。1つ前は346、次は358。
- 355/113 ( = 3.141592920353…) は π の近似値であり、相対誤差は約 8.5×10−8。
- 各位の和が13になる26番目の数である。1つ前は346、次は364。
- 各位の立方和が277になる最小の数である。次は535。(オンライン整数列大辞典の数列 A055012)
  - 各位の立方和が n になる最小の数である。1つ前の276は1122255、次の278は1355。(オンライン整数列大辞典の数列 A165370)
- 355 = 52 + 62 + 72 + 82 + 92 + 102
  - 6連続自然数の平方和で表せる5番目の数である。1つ前は271、次は451。
- 355 = 32 + 112 + 152 = 72 + 92 + 152
  - 3つの平方数の和2通りで表せる87番目の数である。1つ前は346、次は357。(オンライン整数列大辞典の数列 A025322)
  - 異なる3つの平方数の和2通りで表せる67番目の数である。1つ前は347、次は356。(オンライン整数列大辞典の数列 A025340)
- すべての桁が素数である47番目の数である。1つ前は353、次は357。(オンライン整数列大辞典の数列 A046034)

## その他 355 に関連すること
- 西暦355年
- 太陰暦であるイスラム暦においては、30年のうち11年閏年がありその年の1年の日数は355日である(平年は354日間)。
- グレゴリオ暦の平年では年始から数えて355日目が12月21日であり、年末まであと10日である。閏年の場合は12月20日に当たる。
  - 歴史上の西暦1582年は、本来はユリウス暦とグレゴリオ暦の両方で平年の365日となるはずであったが、10日間の省略を伴う、ユリウス暦からグレゴリオ暦への改暦があったため、結果として355日になった。
- 理論上考えられる炭素数12のアルカンの異性体の数は355。
- フェラーリ・F355はフェラーリのスポーツカー。
- 355 (映画) - 2021年の映画。

## 関連事項
- 数に関する記事の一覧
- 暦